# گنادی گلوکین
}}
گنادی گنادویچ گلوکین (قزاقی: Геннадий Геннадьевич Головкин; متولد 8 مارس 1982) یک قزاقستانی و قهرمان عناوین مختلفی در بوکس است.